# Quận Guilford, North Carolina
Quận Guilford là một quận nằm ở tiểu bang Bắc Carolina. Dân số năm 2007 là  465.931 người. Quận lỵ là Greensboro6.

## Địa lý
Theo Cục điều tra dân số Hoa Kỳ, quận có tổng diện tích 658 dặm Anh vuông (1.703 km²), trong đó, 649 dặm Anh vuông (1.682 km²) là diện tích đất và 8 dặm Anh vuông (21 km²) trong tổng diện tích (1.26%) là diện tích mặt nước.

### Các thị trấn
Quận được chia thành 18 xã: Bruce, Center Grove, Clay, Deep River, Fentress, Friendship, Gilmer, Greene, High Point, Jamestown, Jefferson, Madison, Monroe, Morehead, Oak Ridge, Rock Creek, Sumner, và Washington.

### Các quận giáp ranh
- Quận Rockingham (bắc)
- Quận Alamance (đông)
- Quận Randolph (nam)
- Quận Davidson (tây nam)
- Quận Forsyth (tây)

## Thông tin nhân khẩu
Theo cuộc điều tra dân số2 tiến hành năm 2000, quận này có dân số 421.048 người, 168.667 hộ, và 109.802 gia đình sinh sống trong quận này. Mật độ dân số là 648 người trên mỗi dặm Anh vuông (250/km²). Đã có 180,391 đơn vị nhà ở với một mật độ bình quân là 278 trên mỗi dặm Anh vuông (107/km²).  Cơ cấu chủng tộc của dân cư sinh sống tại quận này gồm 64,53% người da trắng, 29,27% người da đen hoặc người Mỹ gốc Phi, 0,46% người thổ dân châu Mỹ, 2,44% người gốc châu Á, 0,03% người các đảo Thái Bình Dương, 1,81% từ các chủng tộc khác, và 1,45% từ hai hay nhiều chủng tộc.  3,80% dân số là người Hispanic hoặc người Latin thuộc bất cứ chủng tộc nào.
Có 168,667 hộ trong đó có 30,40% có con cái dưới tuổi 18 sống chung với họ, 48,00% là những cặp kết hôn sinh sống với nhau, 13,40% có một chủ hộ là nữ không có chồng sống cùng, và 34,90% là không gia đình. 27,90% trong tất cả các hộ gồm các cá nhân và 8,30% có người sinh sống một mình và có độ tuổi 65 tuổi hay già hơn.  Quy mô trung bình của hộ là 2,41 còn quy mô trung bình của gia đình là 2,96,
Phân bố độ tuổi của cư dân sinh sống trong huyện là 23,70% dưới độ tuổi 18, 11,00% từ 18 đến 24, 31,40% từ 25 đến 44, 22,10% từ 45 đến 64, và 11,80% người có độ tuổi 65 tuổi hay già hơn.  Độ tuổi trung bình là 35 tuổi. Cứ mỗi 100 nữ giới thì có 92,00 nam giới. Cứ mỗi 100 nữ giới có độ tuổi 18 và lớn hơn thì, có 88,60 nam giới.
Thu nhập bình quân của một hộ ở quận này là $42.618, và thu nhập bình quân của một gia đình ở quận này là $52.638, Nam giới có thu nhập bình quân $35.940 so với mức thu nhập $27.092 đối với nữ giới. Thu nhập bình quân đầu người của quận là $23.340, Khoảng 7,60% gia đình và 10,60% dân số sống dưới ngưỡng nghèo, bao gồm 13,80% những người có độ tuổi 18 và 9,90% là những người 65 tuổi hoặc già hơn.

## Thành phố và Thị trấn
- Greensboro
- High Point
- Jamestown
- Oak Ridge
- Pleasant Garden
- Sedalia
- Stokesdale
- Summerfield
- Whitsett
- Colfax
- Browns Summit
- Gibsonville